# Acrochaeta longiventris
Acrochaeta longiventris är en tvåvingeart som beskrevs av Günther Enderlein 1914. Acrochaeta longiventris ingår i släktet Acrochaeta och familjen vapenflugor. Inga underarter finns listade i Catalogue of Life.